# Bettviller
Bettviller é uma comuna francesa na região administrativa de Grande Leste, no departamento de Mosela. Estende-se por uma área de 18,41 km². Em 2010 a comuna tinha 844 habitantes (densidade: 45,8 hab./km²).